# شهرستان وینستون (آلاباما)
شهرستان وینستون، آلاباما (به انگلیسی: Winston County, Alabama) شهرستانی در ایالات متحده آمریکا است که در آلاباما واقع شده‌است.

## خصوصیات
شهرستان وینستون ۱٬۶۳۶٫۸۸ کیلومترمربع مساحت دارد.